# Cameron Treloar
Pour les articles homonymes, voir Treloar.

a Compétitions nationales et continentales officielles uniquement.

Dernière mise à jour le 08 novembre 2015.
Cameron Treloar, né le 13 mai 1980 à Cooma, est un joueur australien de rugby à XV qui évolue au poste de deuxième ligne (2m pour 111 kg).

## Biographie
Cameron Treloar débute en Super 14 avec les Queensland Reds et dispute également l'Australian Rugby Championship en 2007 avec les Central Coast Rays. En fin de saison, il part pour l'Europe et s'engage avec le club italien de Calvisano pour jouer dans le Super 10. Il y reste deux ans et signe ensuite avec le RC I Cavalieri Prato en 2009. À la fin de la saison, il signe avec l'Aviron bayonnais pour jouer dans le Top 14. Il n'y reste pas longtemps puisqu'il quitte le club basque en janvier 2011, jouant sept matchs dont deux comme titulaire en championnat, pour rejoindre l'Union Bordeaux Bègles, qui savait que l'Aviron bayonnais allait laisser le joueur libre en juin. Ce dernier résilie son contrat avec l'Aviron et arrive dans un premier temps à l'Union Bordeaux Bègles comme joker médical avant de signer un contrat d'un an et demi.